# Engy Ghozlan
Engy Ayman Ghozlan (en arabe إنجي أيمن غزلان ; née le 5 mars 1985 au Caire) est une journaliste et militante féministe égyptienne connue principalement pour avoir mis en lumière les problèmes de harcèlement sexuel que subissent les femmes dans les rues d’Égypte. 

## Biographie
Engy Ghozlan est née au Caire en 1985. Elle fréquente l'Université du Caire et obtient un diplôme en communication publique en 2007. Ayant personnellement subi le traumatisme du harcèlement sexuel, elle s'attaque à ce problème de la société égyptienne. Elle rejoint l'organisation non gouvernementale connue sous le nom de Centre égyptien pour les droits des femmes (Egyptian Center for Women's Rights ou ECWR), qui est alors le fer de lance de la campagne contre le harcèlement sexuel des femmes. En 2008, elle s'engage dans une campagne médiatique intitulée Making Egypt's Streets Safe for All. Elle donne des interviews en ligne, à la télévision et dans les journaux pour sensibiliser au harcèlement sexuel.
Après la chute de Moubarak, et les manifestations de rue auxquelles elle prend une part active, elle rejoint l'organisation Operation Anti Sexual Harassment (en)' (en arabe : قوة ضد التحرش, Quwwa did al-taharrush, connue également sous l'acronyme OpAntiSH), lorsque les agressions contre les femmes sont constatées au cours des manifestations sur la place Tahrir :« Il y a une volonté délibérée de cibler les femmes pour les empêcher de manifester », explique-t-elle, « ça rappelle les attaques que subissaient les femmes journalistes qui manifestaient en faveur du boycottage du référendum sur la réforme constitutionnelle en 2005, à l'époque du régime Moubarak »,,. Elle est également cofondatrice de HarassMap, une organisation bénévole qui utilise la technologie numérique et en ligne pour signaler les incidents de harcèlement sexuel des femmes en Égypte.